# Westermo
Westermo, även känt som Westermo Network Technologies och Westermo Teleindustri, utvecklar, tillverkar och säljer robusta industriella nätverkslösningar och datakommunikationsprodukter. 
Företagets huvudkontor och svenska säljkontor ligger i Kopparlunden i Västerås. Majoriteten av all tillverkning sker i företagets egen fabrik belägen i samhället Västermo utanför Eskilstuna. Därtill har Westermo egna sälj- och utvecklingskontor i Finland, Tyskland, Belgien, Österrike, Schweiz, Frankrike, Irland, Storbritannien, Kina, Singapore och USA.
Westermo grundades av Tore Andersson 1975. December 2007 förvärvades företaget av Beijer Electronics.